# Acworth
Acworth é uma cidade localizada no estado americano de Geórgia, no Condado de Cobb.

## Demografia
Segundo o censo americano de 2000, a sua população era de 13.422 habitantes.
Em 2006, foi estimada uma população de 18.790, um aumento de 5368 (40.0%).

## Geografia
De acordo com o United States Census Bureau tem uma área de 19,7 km², dos quais 18,3 km² cobertos por terra e 1,4 km² cobertos por água. Acworth localiza-se a aproximadamente 274 m acima do nível do mar.

## Localidades na vizinhança
O diagrama seguinte representa as localidades num raio de 20 km ao redor de Acworth.